# Melissa Yman
Ida Melissa Yman, född 21 oktober 1990 i Alvesta, Kronobergs län, är en svensk buggdansare som tillsammans med danspartnern Joakim Eriksson tagit ett flertal medaljer vid svenska och internationella mästerskap. Paret tävlar för EBBA dansklubb och största meriten är VM-guld i bugg vuxen 2008. Paret gör även shownummer, såsom när de gjorde en bugguppvisning under finalen av dansbandskampen 2008. Innan hon gick över till satsningen på bugg dansade hon dubbelbugg och rock'n roll.

## Höjdpunkter i danskarriären

### Tillsammans med Joakim Eriksson
Paret har tränat och tävlat tillsammans sedan 2004, efter att en tränare fört dem samman. 2005 vann de ungdoms-SM och 2006 blev de uttagna till juniorlandslaget. Följande är deras största meriter.
- 2005: Guld i ungdoms-SM.
- 2006: Guld i Nordiska Mästerskapen i bugg junior.
- 2007: VM-silver i bugg junior liksom EM-silver i bugg vuxen.
- 2008: VM-guld i bugg vuxen, trots att de fortfarande bara var juniorer.
- 2009: EM-guld i bugg vuxen.

## Övrigt
Vid sidan om dans har hon studerat musik, inriktning sång. Hon tar även uppdrag som danslärare.